# TMPRSS2
Die transmembrane Serinprotease 2 (englisch: transmembrane protease serine subtype 2, TMPRSS2) ist ein Enzym, das im menschlichen Organismus durch das TMPRSS2-Gen kodiert wird. Es ist eines von 14 identifizierten Mitgliedern (Stand 2017) der Familie der Typ-II-Transmembranserinproteasen.

## Aufbau
Das TMPRSS2-Gen kodiert ein Protein, das zur Familie der Serinproteasen gehört. Das kodierte Protein enthält mehrere Proteindomänen:
- Eine Typ II Transmembrandomäne.
- Eine Klasse A Rezeptor-Domäne, die als Bindungsstelle für Calcium dient.
- Eine Cystein-reiche Domäne als „Scavenger“-Rezeptor der Gruppe A, die für die Bindung an andere Zelloberflächen oder Moleküle zuständig ist.
- Eine Protease-Domäne, die vermutlich an Arginin- oder Lysinresten spaltet.[2]

## Funktion
Serinproteasen sind an vielen physiologischen und pathologischen Prozessen beteiligt. Es wurde gezeigt, dass das TMPRSS2-Gen durch androgene Hormone in Prostatakrebszellen hochreguliert wird und in Prostatakrebsgewebe, das unabhängig von androgenen Hormonen ist, herunterreguliert wird.
Das TMPRSS2-Gen liegt auf dem Chromosom 21 des Menschen, aber es ist zurzeit unbekannt, welche physiologische Rolle TMPRSS2 in Trisomie 21, die eine Chromosomenaberration darstellt, spielt.

## Die Rolle von TMPRSS2 bei Zelleintritt von Virionen
Die Enzyme Trypsin, Furin und weitere Proprotein-Konvertasen, Cathepsine, Transmembranserinproteasen (TMPRSS) und Elastasen spielen eine Rolle beim Zelleintritt von Coronaviren (Coronaviridae). Die im Atemtrakt vermehrt vorhandenen und an Zelloberflächen exprimierten Proteasen TMPRSS2 und TMPRSS11a begünstigen den Eintritt von SARS-CoV-1-Viren. Für die TMPRSS-Protease TMPRSS11d – auch als human airway trypsin-like protease (HAT) bekannt – wurde eine proteolytische Aktivierung des Spike-Glykoproteins von SARS-CoV-1 nachgewiesen. TMPRSS2 geht wiederum mit dem ACE2-Rezeptor einen Komplex ein, was ein effizientes Eindringen des Virus direkt an der Zelloberfläche ermöglicht. TMPRSS2 und TMPRSS11D aktivieren das S-Protein, indem sie es in die S1- und S2-Untereinheit spalten und somit einen Endosomen-unabhängigen Zelleintritt an der Zellmembran ermöglichen.
Virenbasierte Therapien umfassen monoklonale Antikörper, antivirale Peptide, die an das S-Protein von Viren andocken, virale Nukleinsäuresynthese-Inhibitoren und Inhibitoren zum Andocken an weiteren viralen Strukturen und akzessorischen Proteinen. Camostat ist ein synthetischer niedermolekularer Serinprotease-Inhibitor, der zur Behandlung der chronischen Pankreatitis mit minimalen Nebenwirkungen eingesetzt wird.
Aprotinin, ein aus der Rinderlunge gereinigtes Polypeptid bestehend aus 58 Aminosäureresten, hemmt Serinproteasen und unterdrückt die Spaltung des Hämagglutinins an der Virushülle des Influenzavirus und stoppt somit seine Reproduktion. Camostat ist ein Therapeutikum gegen Krebs, Pankreatitis und Leberfibrose. Bei der Behandlung von menschlichen Flimmerepithel-Zellen (englisch human tracheal epithelial, HTE) mit einer Camostat-Konzentration von 10 mg/mL reduziert sich der Influenza-A-Virus-H1N1-Titer im Überstand der Viruskultur des Stammes A/PR/8/34 erheblich. Eine weitere Studie zeigte, dass Camostat zu einer zehnfachen Reduzierung des SARS-CoV-Titers in Calu3-Zellen (menschliche Lungenkrebs-Zelllinie) führt. Bei einer Camostat-Konzentration von 10 μM wird der Zelleintritt von MERS-CoV in Vero-Zellen um das 14-Fache gehemmt. Drei Tage nach einer MERS-CoV-Infektion wird bei einer Camostat-Konzentration von 100 μM die Menge viraler RNA im Überstand der Calu3-Zellkultur um das 270-Fache reduziert. Der Serinprotease-Inhibitor Nafamostat blockiert die MERS-CoV-Infektion in vitro durch Unterdrückung der TMPRSS2-Aktivität und führt bei einer Konzentration von 1 nM zur 100-fachen Reduzierung des Viruseintritts, was effizienter als Camostat ist. Bromhexin-Hydrochlorid (ein Bestandteil von Antitussiva, das ebenfalls die Prostatakrebs-Metastase von Mäusen unterdrückt) könnte ebenfalls als Inhibitor von TMPRSS2 zur Behandlung von Influenzavirus- und Coronavirus-Infektionen eingesetzt werden.
Weitere FDA-anerkannte Serinprotease-Inhibitoren wie 4-(2-Aminoethyl)benzolsulfonylfluorid-Hydrochlorid und Leupeptin weisen unterschiedliche antivirale Aktivitäten auf. Ovomucoid, ein Trypsin-Inhibitor, hemmt bei einer Konzentration von 50 µM die Influenza-A-Virus-H1N1-Ausbreitung (Stamm A/Memphis/14/96) effizienter als Aprotinin. 3-Amidinophenylalanylderivate könnten TMPRSS2 mit einer Konzentration im Nanomolbereich hemmen. Außerdem wurde gezeigt, dass drei Benzamidinderivate als Peptidmimetika die Influenza-A-Virus-H1N1-Infektion der Stämme A/Memphis/14/96 und A/Hamburg/5/2009 in TMPRSS2- und HAT-exprimierten Zellen unterschiedlich hemmen.
Bei Knockout-Mäusen, bei denen das TMPRSS2-Gen deaktiviert ist, wies man bei intranasaler Stimulation mit Polyinosinsäure:Polycytidylsäure (eine Immunstimulans, im Englischen kurz poly I:C) eine abgeschwächte Chemokin- und/oder Zytokin-Reaktion auf, die im Immunsystem eine Rolle spielen. Außerdem verloren sie an Gewicht und die Virendynamik in der Lunge nahm ab. Daher spielt TMPRSS2 eine wichtige Rolle bei der Virenausbreitung von SARS-CoV und MERS-CoV innerhalb der Atemwege von Mausmodellen und in der murinen Immunpathologie.

### SARS-CoV-2
Eine Studie, die von Markus Hoffmann, Hannah Kleine-Weber und Stefan Pöhlmann vom Deutschen Primatenzentrum zusammen mit anderen Forschern durchgeführt wurde, bestätigt, dass auch das Virus SARS-CoV-2 die Präsenz des ACE2-Rezeptors und des TMPRSS2-Enzyms in der Zellmembran der Lungenzelle benötigt. Das TMPRSS2-Enzym bewirkt nach dem Andocken des Virus an die Zelle die Spaltung des auf der Virushülle befindlichen Spike-Proteins, dieser Schritt ist für den Zelleintritt des Virus erforderlich. Der bekannte Inhibitor für TMPRSS2, Camostat, verringert dieser Studie zufolge im Zellversuch in vitro deutlich die Eindringwahrscheinlichkeit von SARS-CoV-2 und könnte zur Behandlung geeignet sein. Dies könnte auch die Ursache dafür sein, dass Kinder nur selten schwer erkranken, da deren TMPRSS2-Spiegel deutlich geringer als bei alten Menschen ist.